# 安堵状
安堵状（あんどじょう）は、鎌倉時代以降、治天の君、征夷大将軍、守護、大名などの主君が家臣の武士に対して、所領・所職などの知行の安堵（保証）の際に出された文書。

## 概要
安堵状は当該所領・所職の権利者を示す文書であり、その性格上、権利者の家で大切に保管され、中には子孫のもとに現在にまで伝えられているものもある。
また、売買・相続・和与などによって権利が移転される場合にも、前の権利者が有していた安堵状も譲り受けて権利移転の証明とし、主君側はそれを根拠として新しい権利者に対する安堵状を出した。
安堵状は武家によるものが多いが、治天の君などの公家側が荘園領主に権利を保証する際にも出されている。

### 鎌倉幕府
武家においては鎌倉幕府の頃には惣領に対しては下文、庶子に対してはこれよりも格下の下知状をもって安堵状の書式としたが、嘉元3年（1303年）に安堵状を作成するのをやめ、前の権利者による譲状に外題安堵を行って下知状の代用とした。

### 室町幕府
室町幕府以後には再び安堵状が作成されるようになり、足利義満以後は御判御教書による安堵が行われ、江戸幕府では領知判物・領知朱印状による安堵が行われた。また、公家においては院宣・綸旨などをもって安堵状とした。

### 古文書学
古文書学においては、安堵状を出した主君などの筆跡やクセなどを把握することができることから、資料として重要視されている。